# 里约克拉罗
里约克拉罗是巴西里约热内卢州的一个市镇。总面积841.39平方公里，总人口18366人，人口密度21.8人/平方公里。